# Petersberg (Flintsbach am Inn)

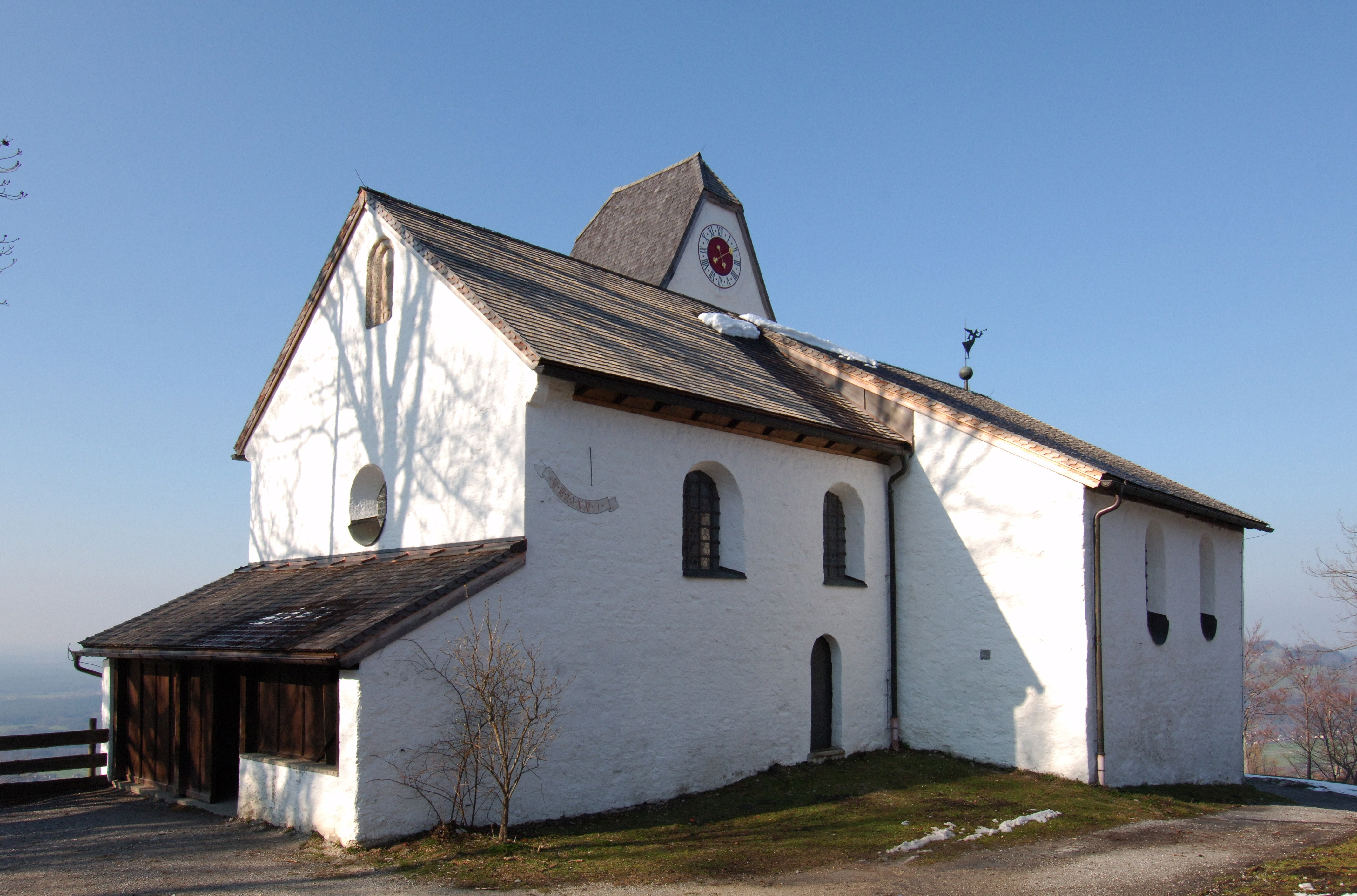
St. Peter auf dem Petersberg

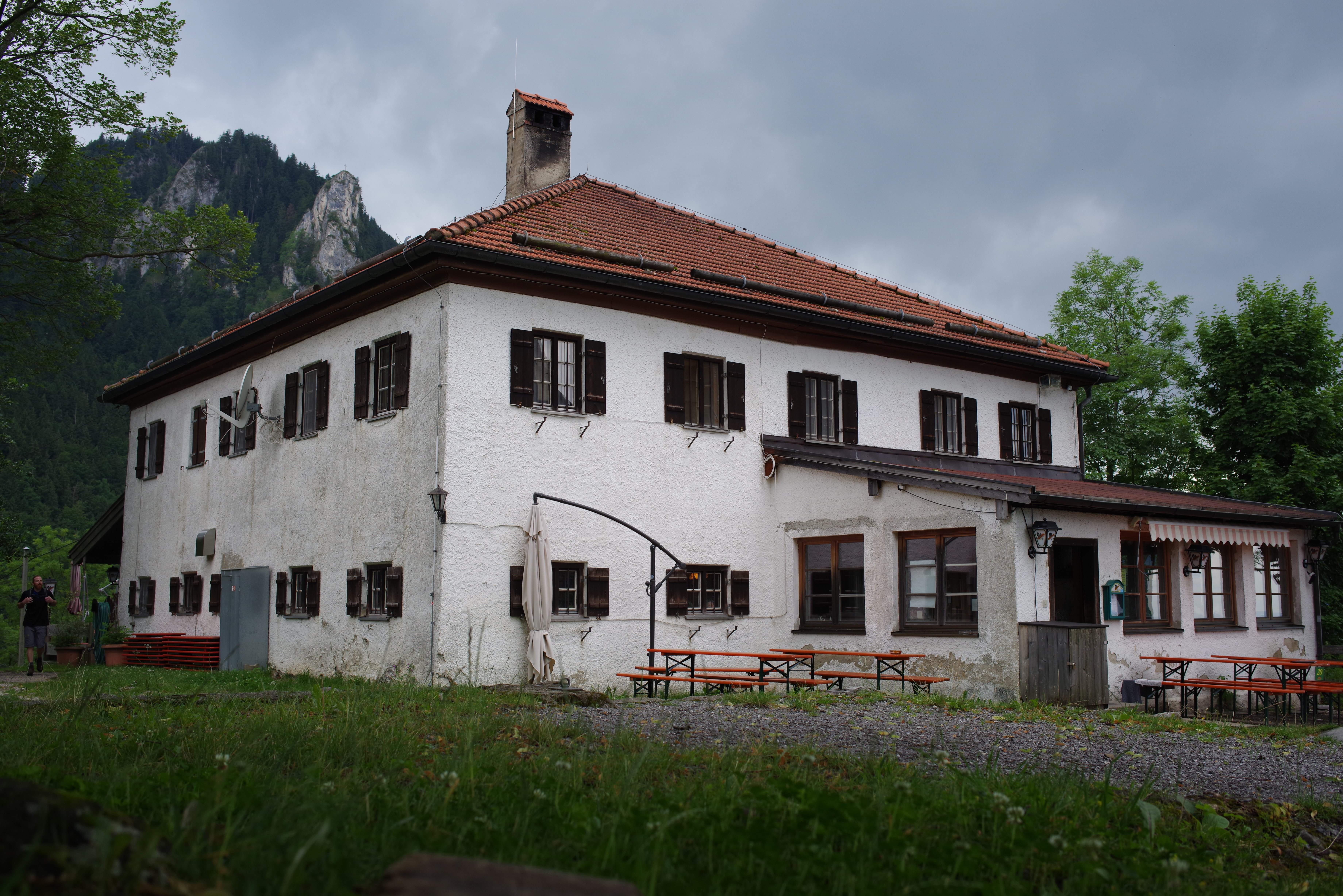
Alte Probstei auf dem Petersberg

Petersberg ist ein Gemeindeteil von Flintsbach am Inn im oberbayerischen Landkreis Rosenheim.

## Geographie
Der Ort Petersberg ist eine Einöde mit Kirche und liegt auf dem Gipfelplateau des Kleinen Madron, auch Petersberg genannt, auf einer Höhe von etwa 848 Meter Normalhöhennull.
Er besteht aus der katholischen Expositur- und Wallfahrtskirche St. Peter in Madron und dem Berggasthaus Petersberg.

## Geschichte
Die Geschichte des Orts ist bestimmt durch die Burg Kirnstein.
| Einwohnerentwicklung | Einwohnerentwicklung | Einwohnerentwicklung | Einwohnerentwicklung | Einwohnerentwicklung | Einwohnerentwicklung | Einwohnerentwicklung | Einwohnerentwicklung |
| Jahr                 | 1871                 | 1900                 | 1925                 | 1950                 | 1961                 | 1970                 | 1987                 |
| -------------------- | -------------------- | -------------------- | -------------------- | -------------------- | -------------------- | -------------------- | -------------------- |
| Einwohner            | 3                    | 4                    | 3                    | 4                    | 7                    | 8                    | 2                    |